# ژابنو (استان لهستان بزرگ‌تر)
ژابنو (به لهستانی:  Żabno) یک روستا در لهستان است که در گمینا برودنگتسا (استان لهستان بزرگ‌تر) واقع شده‌است.